# Susy Andersen
Susy Andersen (eigentlich Maria Antonietta Golgi; * 20. April 1940 in Pula) ist eine italienische Schauspielerin.

## Leben
Andersen, die auch als Suzy Andersen, Suzy Andersson und Susy Golgi in den Besetzungslisten firmierte, absolvierte nach Anfängen als Model von 1963 bis 1969 eine recht kurze Karriere in italienischen Genrefilmen, die mit einem vielversprechenden ersten Auftritt 1960 begann. Die blonde und hochgewachsene Schönheit fiel in der Wurdalak-Episode von Mario Bavas Episodenfilm Die drei Gesichter der Furcht auf und spielte u. a. in einer Handvoll Antikfilmen und Italowestern; einen zweiten Auftritt außerhalb reiner Konsumware hatte sie in Ugo Gregorettis Le belle famiglie. Mitte der 1960er Jahre stagnierte ihre Karriere und verebbte dann ganz. Auch war Andersen auf manchen Zeitschriften-Covern zu sehen.

## Filmografie
- 1960: Sappho, Venus von Lesbos (Saffo, Venere di Lesbo)
- 1963: Le gladiatrici
- 1963: Die drei Gesichter der Furcht (I tre volti della paura)
- 1964: Roma contro Roma
- 1964: Das Gesetz der Zwei (I due violenti)
- 1964: Cocü (Il magnifico cornuto)
- 1964: Le belle famiglie
- 1965: Die Herren
- 1966: Bob Fleming - Mission Casablanca (A 077, sfida ai killers)
- 1968: Die schmutzigen Dreizehn (Quindici forche per un assassino)
- 1968: La Bambolona – die große Puppe (La bambolona)
- 1969: Im Labyrinth der Sexualität (Nel labirinto del sesso)
- 1969: Quintero - Das As der Unterwelt (La legge dei gangsters)